# 粉萼鼠尾草
粉萼鼠尾草（学名：Salvia farinacea）为唇形科鼠尾草屬下的一个种，不可食用，容易誤認為薰衣草，原生於美國德州與墨西哥，高度可達1（3英尺3英寸）以上，沒有入侵性（入侵物种），在臺灣四季開花，品種有紫色、藍色和白色等。